# Soppe-le-Haut
Soppe-le-Haut là một xã ở tỉnh Haut-Rhin trong vùng Grand Est ở đông bắc Pháp. Xã này có diện tích 7,37 km², dân số năm 1999 là 594 người. Khu vực này có độ cao 335 mét trên mực nước biển.